# Championnats d'Amérique du Sud d'athlétisme 1975
Navigation
Santiago du Chili 1974 Montevideo 1977
Les 28e championnats d'Amérique du Sud d'athlétisme ont eu lieu à Rio de Janeiro, au Brésil.

## Résultats

### Épreuves masculines
| Épreuves | Or                                                            | Or                 | Argent                     | Argent          | Bronze                      | Bronze          |
| --- | ------------------------------------------------------------- | ------------------ | -------------------------- | --------------- | --------------------------- | --------------- |
| 100 mètres | Rui da Silva Brésil                                           | 10 s 5             | Nelson dos Santos Brésil   | 10 s 7          | Gustavo Dubarbier Argentine | 10 s 7          |
| 200 mètres | Rui da Silva Brésil                                           | 20 s 9 =CR         | Jorge Mathias Brésil       | 21 s 5          | Gustavo Dubarbier Argentine | 21 s 5          |
| 400 mètres | Delmo da Silva Brésil                                         | 47 s 0             | Jesús Villegas Colombie    | 48 s 0          | Pedro Teixeira Brésil       | 48 s 4          |
| 800 mètres | Carlos Villar Argentine                                       | 1 min 50.6         | Darcy Pereira Brésil       | 1 min 51 s 4    | Agberto Guimarães Brésil    | 1 min 51 s 8    |
| 1 500 mètres | Jesús Barrero Colombie                                        | 3 min 50 s 2       | Abel Córdoba Argentine     | 3 min 50 s 9    | Cosme do Nascimento Brésil  | 3 min 52 s 4    |
| 5 000 mètres | Domingo Tibaduiza Colombie                                    | 14 min 01 s 2 CR   | Víctor Mora Colombie       | 14 min 02 s 2   | Edmundo Warnke Chili        | 14 min 05 s 6   |
| 10 000 mètres | Víctor Mora Colombie                                          | 28 min 45 s 8 CR   | Domingo Tibaduiza Colombie | 28 min 45 s 8   | Edmundo Warnke Chili        | 28 min 46 s 2   |
| Marathon | Héctor Rodríguez Colombie                                     | 2 h 12 min 09 s CR | Brígido Ferreira Brésil    | 2 h 21 min 56 s | César Pastrano Équateur     | 2 h 28 min 55 s |
| 3000 mètres steeple | José Romão Silva Brésil                                       | 8 min 46 s 0 CR    | Víctor Mora Colombie       | 8 min 53 s 8    | Jesús Barrero Colombie      | 9 min 00 s 4    |
| 110 mètres haies | Márcio Lomónaco Brésil                                        | 14 s 2 CR          | Jesús Villegas Colombie    | 14 s 4          | Alfredo Guzmán Chili        | 14 s 8          |
| 400 mètres haies | Jesús Villegas Colombie                                       | 50 s 8 CR          | Fabio Zúñiga Colombie      | 51 s 2          | Aroldo da Silva Brésil      | 51 s 7          |
| Saut en hauteur | Benedito Francisco Brésil                                     | 2,10 m CR          | Luis Barrionuevo Argentine | 2,03 m          | Daniel Mamet Argentine      | 2,03 m          |
| Saut à la perche | Renato Bortolocci Brésil                                      | 4,50 m CR          | Ciro Valdés Colombie       | 4,50 m          | Fernando Ruocco Uruguay     | 4,00 m          |
| Saut en longueur | João Carlos de Oliveira Brésil                                | 7,66 m CR          | Emilio Mazzeo Argentine    | 7,39 m          | Ronaldo Lobato Brésil       | 7,33 m          |
| Triple saut | João Carlos de Oliveira Brésil                                | 16,48 m CR         | Nelson Prudêncio Brésil    | 16,45 m         | Francisco Pichott Chili     | 15,07 m         |
| Lancer du poids | Juan Turri Argentine                                          | 18,21 m CR         | José Jacques Brésil        | 16,53 m         | José Carbolante Brésil      | 16,39 m         |
| Lancer du disque | Sérgio Thomé Brésil                                           | 50,84 m            | José Jacques Brésil        | 49,64 m         | Mario Peretti Argentine     | 47,82 m         |
| Lancer du marteau | Darwin Piñeyrúa Uruguay                                       | 61,20 m            | José Vallejo Argentine     | 61,10 m         | Celso de Moraes Brésil      | 60,84 m         |
| Lancer du javelot | Jorge Peña Chili                                              | 71,74 m CR         | Mario Sotomayor Colombie   | 71,16 m         | Paulo de Faría Brésil       | 69,40 m         |
| Décathlon | Tito Steiner Argentine                                        | 7615 pts CR        | Geraldo Rodrigues Brésil   | 6939 pts        | Alfredo Silva Chili         | 6794 pts        |
| 20 kilomètres marche | Ernesto Alfaro Colombie                                       | 1 h 39 min 12 s CR | Rafael Vega Colombie       | 1 h 39 min 52 s | Adalberto Scorza Argentine  | 1 h 42 min 15 s |
| Relais 4 × 100 mètres | Brésil Ronaldo Lobato Nelson dos Santos Oliveira Rui da Silva | 40 s 8             | Colombie                   | 41 s 3          | Argentine                   | 41 s 5          |
| Relais 4 × 400 mètres | Brésil                                                        | 3 min 09 s 2 CR    | Argentine                  | 3 min 14 s 6    | Chili                       | 3 min 22 s 1    |
| Records et Performances - AR : Record continental (area record) - CR : Record des championnats (championship record) - MR : Record du meeting (meet record) - NR : Record national (national record) - OR : Record olympique (olympic record) - PR : Record paralympique (paralympic record) - PB : Record personnel (personal best) - SB : Meilleure performance personnelle de la saison (season's best) - WL : Meilleure performance mondiale de l'année (world leader) - WJR : Record du monde junior (world junior record) - WR : Record du monde (world record) Circonstances et Conditions - DNF : N'a pas terminé (did not finish) - DNS : N'a pas pris le départ (did not start) - DQ : Disqualification (disqualification) - NM : Aucun essai valable enregistré (No Mark) - Q : Qualifié « directement » au prochain tour (ou à la prochaine compétition), lors d'une compétition majeure, grâce au classement ou à la réalisation des minima (automatic qualifier) - q : Qualifié au prochain tour (ou à la prochaine compétition), lors d'une compétition majeure, grâce au repêchage ou à la réalisation de l'une des meilleures performances parmi celles des « non qualifiés directement » (grâce au meilleur temps ou à la meilleure distance par exemple) (secondary qualifier) |                                                               |                    |                            |                 |                             |                 |

### Épreuves féminines
| Épreuves | Or                          | Or              | Argent                     | Argent       | Bronze                      | Bronze       |
| --- | --------------------------- | --------------- | -------------------------- | ------------ | --------------------------- | ------------ |
| 100 mètres | Silvina Pereira Brésil      | 11 s 7 CR       | Carmela Bolívar Pérou      | 11 s 9       | Beatriz Allocco Argentine   | 11 s 9       |
| 200 mètres | Silvina Pereira Brésil      | 23 s 4 CR       | Beatriz Allocco Argentine  | 24 s 2       | Margarita Grün Uruguay      | 24 s 9       |
| 400 mètres | Alejandra Ramos Chili       | 55 s 7          | Valdea Chagas Brésil       | 55 s 9       | Miriam da Silva Brésil      | 56 s 0       |
| 800 mètres | Ana María Nielsen Argentine | 2 min 10 s 7 CR | Rosângela Verissimo Brésil | 2 min 10 s 8 | Alejandra Ramos Chili       | 2 min 12 s 1 |
| 1 500 mètres | Ana María Nielsen Argentine | 4 min 27 s 0 CR | Iris Fernández Argentine   | 4 min 31 s 9 | Mara Führmann Brésil        | 4 min 34 s 7 |
| 100 mètres haies | Maria Luisa Betioli Brésil  | 14 s 3          | Emilia Dyrzka Argentine    | 14 s 6       | Viviane Nouailhetas Brésil  | 14 s 7       |
| Saut en hauteur | Maria Luisa Betioli Brésil  | 1,75 m =CR      | Jurema da Silva Brésil     | 1,68 m       | Rosemarie Boeck Pérou       | 1,62 m       |
| Saut en longueur | Silvina Pereira Brésil      | 6,11 m CR       | Marlene Nascimento Brésil  | 5,84 m       | Yvonne Neddermann Argentine | 5,77 m       |
| Lancer du poids | Maria Boso Brésil           | 14,05 m         | Rosa Molina Chili          | 13,52 m      | Verônika Brunner Brésil     | 13,33 m      |
| Lancer du disque | Odete Domingos Brésil       | 50,78 m CR      | Maria Boso Brésil          | 45,18 m      | Gladys Ortega Argentine     | 42,24 m      |
| Lancer du javelot | Mariela Zapata Colombie     | 43,72 m         | Barbara dos Santos Brésil  | 41,10 m      | María Rojas Chili           | 40,68 m      |
| Pentathlon | Conceição Geremias Brésil   | 3904 pts        | Themis Zambrzycki Brésil   | 3790 pts     | Emilia Dyrzka Argentine     | 3708 pts     |
| Relais 4 × 100 mètres | Argentine                   | 45 s 9 CR       | Brésil                     | 45 s 9       | Pérou                       | 48 s 5       |
| Relais 4 × 400 mètres | Brésil                      | 3 min 43 s 8 CR | Argentine                  | 3 min 52 s 6 | Uruguay                     | 3 min 56 s 4 |
| Records et Performances - AR : Record continental (area record) - CR : Record des championnats (championship record) - MR : Record du meeting (meet record) - NR : Record national (national record) - OR : Record olympique (olympic record) - PR : Record paralympique (paralympic record) - PB : Record personnel (personal best) - SB : Meilleure performance personnelle de la saison (season's best) - WL : Meilleure performance mondiale de l'année (world leader) - WJR : Record du monde junior (world junior record) - WR : Record du monde (world record) Circonstances et Conditions - DNF : N'a pas terminé (did not finish) - DNS : N'a pas pris le départ (did not start) - DQ : Disqualification (disqualification) - NM : Aucun essai valable enregistré (No Mark) - Q : Qualifié « directement » au prochain tour (ou à la prochaine compétition), lors d'une compétition majeure, grâce au classement ou à la réalisation des minima (automatic qualifier) - q : Qualifié au prochain tour (ou à la prochaine compétition), lors d'une compétition majeure, grâce au repêchage ou à la réalisation de l'une des meilleures performances parmi celles des « non qualifiés directement » (grâce au meilleur temps ou à la meilleure distance par exemple) (secondary qualifier) |                             |                 |                            |              |                             |              |

## Tableau des médailles
| Rang | Nation    | Or | Argent | Bronze | Total |
| ---- | --------- | -- | ------ | ------ | ----- |
| 1    | Brésil    | 21 | 16     | 12     | 49    |
| 2    | Colombie  | 7  | 10     | 1      | 18    |
| 3    | Argentine | 6  | 9      | 10     | 25    |
| 4    | Chili     | 2  | 1      | 8      | 11    |
| 5    | Uruguay   | 1  | 0      | 3      | 4     |
| 6    | Pérou     | 0  | 1      | 2      | 3     |
| 7    | Équateur  | 0  | 0      | 1      | 1     |